# Macrocneme affinis
Macrocneme affinis là một loài bướm đêm thuộc phân họ Arctiinae, họ Erebidae.